# Philipp Reinhard zu Solms-Hohensolms-Lich
Philipp Reinhard Fürst zu Solms-Hohensolms-Lich (* 27. November 1934 in Lich; † 28. Juli 2015 ebenda) war ein deutscher Agrar-Unternehmer und Chef des Hauses Solms-Hohensolms-Lich.

## Familie
Solms’ Vater Hermann Otto Wilhelm Ludwig Prinz zu Solms-Hohensolms-Lich (1902–1940), promovierter Agrar- und Forstwirt und Reserveoffizier (Oberleutnant d. R. der Luftwaffe), fiel im Zweiten Weltkrieg. Seine Mutter Gertrud (1913–1987), geborene Freiin und Herrin von Werthern-Beichlingen, heiratete 1950 in zweiter Ehe den Schriftsteller Hans Joachim Sell.
Solms hatte vier jüngere Geschwister: Dorothea Gräfin Razumovsky (1935–2014), Publizistin und Journalistin, Wilhelm Solms (1937–2024), Germanist und ehemaliger Professor für Kommunikationswissenschaften und Mediendidaktik der Philipps-Universität Marburg, Eleonore von der Burg (1938–2021), benannt nach ihrer Großtante Eleonore zu Solms-Hohensolms-Lich, und Hermann Otto Solms (* 1940), Politiker (FDP) und von 1998 bis 2013 Vizepräsident des Deutschen Bundestages.
Philipp Reinhard heiratete am 3. Oktober 1970 in Stockholm Gräfin Marie Fouché d’ Otrante (* 12. Februar 1948); aus der Ehe gingen vier Kinder hervor, darunter sein Nachfolger als Chef des Hauses Solms-Hohensolms-Lich, Carl Christian (* 1975), verheiratet mit Christina Gräfin Douglas (* 1973), die drei Kinder haben, darunter einen Sohn, Louis (* 2008) – siehe auch: Stammliste des Hauses Solms.

## Leben
Im Alter von nur 16 Jahren trat Philipp Reinhard zu Solms-Hohensolms-Lich 1951 nach dessen Tod die Nachfolge seines Großvaters Reinhard Ludwig zu Solms-Hohensolms-Lich als Familienoberhaupt an. In den Kreisen des ehemaligen Adels galt er damit als 8. Fürst zu Solms-Hohensolms-Lich, Graf zu Tecklenburg, Crichingen und Lingen. Er besuchte das humanistische Landgraf-Ludwigs-Gymnasium in Gießen. Anschließend studierte er zunächst Volkswirtschaftslehre an der Universität Genf und der Albert-Ludwigs-Universität Freiburg und – nach einer landwirtschaftlichen Lehre – Landwirtschaftswesen (Diplomlandwirt) an der Justus-Liebig-Universität Gießen.
Der passionierte Rinderzüchter mit forst- und landwirtschaftlichen Gütern u. a. in Lich, in Mittelhessen, in der Niederlausitz (Schmogrow-Fehrow) war von 1988 bis 2002 Vorsitzender der Arbeitsgemeinschaft Deutscher Rinderzüchter e. V. (ADR), von 1989 bis 1993 Vizepräsident, von 1993 bis 2001 Präsident der Arbeitsgemeinschaft Deutscher Tierzüchter e. V. (ADT), von 1996 bis 2000 Präsident der Europäischen Vereinigung für Tierproduktion (EVT), von 1993 bis 2002 Präsident der Deutschen Gesellschaft für Züchtungskunde (DGfZ) und von 1997 bis 2000 einer der beiden Vizepräsidenten der Deutschen Landwirtschafts-Gesellschaft (DLG), daneben noch viele Jahre Stadtverordneter der Stadt Lich.
Wohnsitz der Linie Solms-Hohensolms-Lich ist seit Ende der 1760er Jahre das Licher Schloss. Der ursprüngliche Stammsitz des Hauses Solms-Hohensolms-Lich, die Burg Hohensolms in Hohensolms, diente bereits seit 1924 der Christdeutschen Jugend als Begegnungsstätte und ab 1952 der Evangelischen Kirche von Hessen und Nassau (EKHN) als Jugendburg. Zum 1. Januar 1969 verkaufte Philipp Reinhard sie an die EKHN, die sie als Jugendburg weiter ausbaute.

## Ehrungen
- 1996: Ehrendoktorwürde des Fachbereichs Agrarwissenschaften der Justus-Liebig-Universität Gießen
- 2000: Gisevius-Medaille, die höchste Auszeichnung des Fachbereichs Agrarwissenschaften, Ökotrophologie und Umweltmanagement der Justus-Liebig-Universität Gießen
- 2000: Carl-Theodor-Schneider-Preis der Deutschen Landwirtschafts-Gesellschaft (DLG) als höchste Auszeichnung der DLG für Tierzucht
- 2002: Ehrenpräsident der Deutschen Gesellschaft für Züchtungskunde e. V. (DGfZ)
- 2003: Ehrenpräsident der Arbeitsgemeinschaft Deutscher Tierzüchter e. V. (ADT)
- 2006: Bundesverdienstkreuz 1. Klasse des Verdienstordens der Bundesrepublik Deutschland